# Münchner Freiheit
Münchner Freiheit (literalment, llibertat dels muniquesos) és una plaça ubicada al barri muniquès de Schwabing a l'est de Leopoldstraße (carrer Leopold) i a l'oest d'Englischer Garten (jardí anglès).

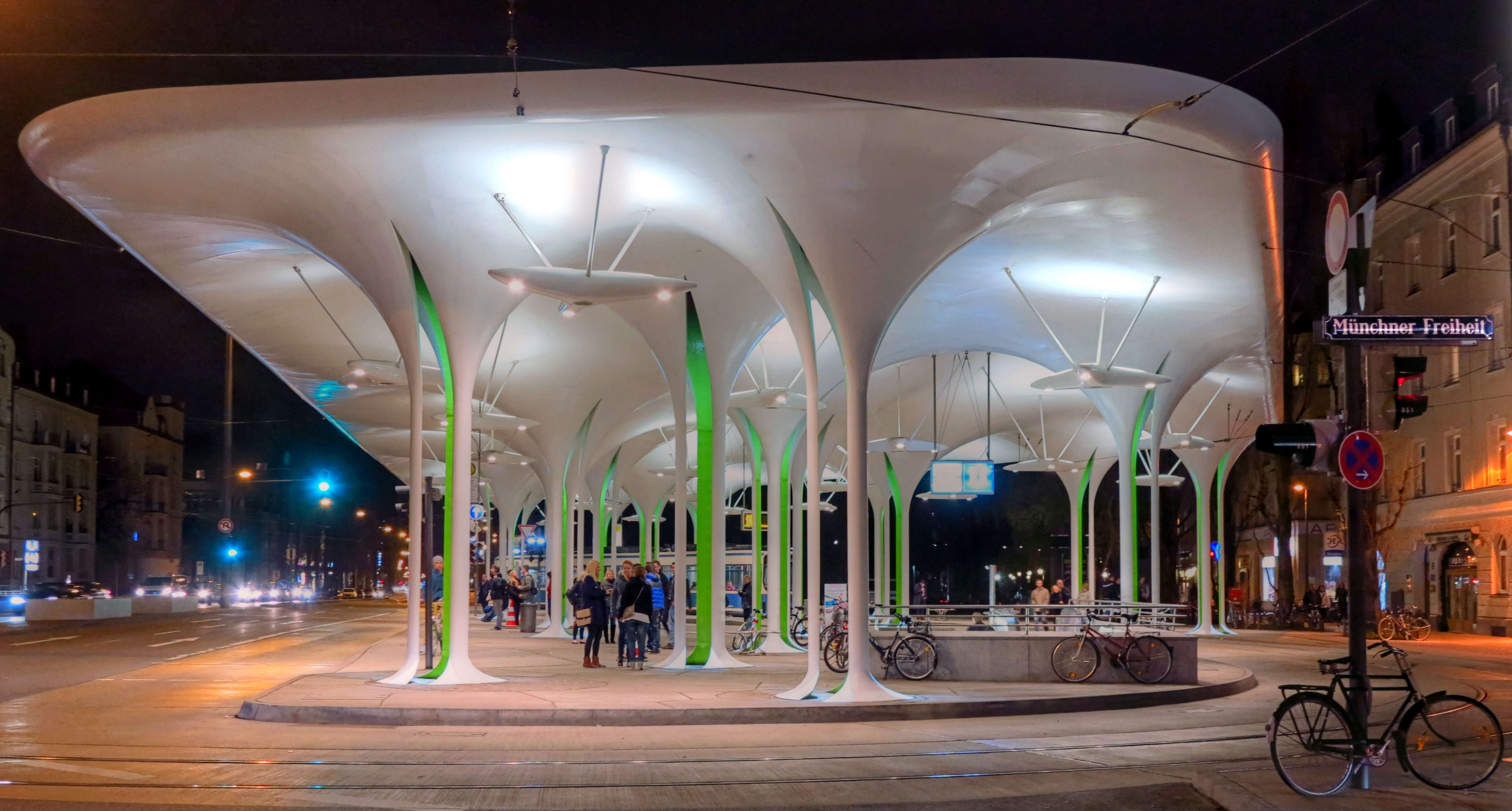
Parada d'autobusos i tramvia

Antigament anomenada Feilitzschplatz (en honor del ministre Maximilian von Feilitzsch), el 1946 va canviar el nom per l'actual en memòria dels grups de resistència Freiheitsaktion Bayern, que en abril del 1945 lluitaven per avançar el final de la guerra amb la capitulació de Múnic davant les tropes estatunidenques mitjançant propaganda i la rebel·lió armada contra les unitats nazis que hi resistien. A causa del penós final de molts d'aquests lluitadors, i en la seva memòria, el 1981 va ser aixecada una inscripció en bronze de 4 m × 0,4 m, obra de l'arquitecte Franz Hart.
La plaça és avui un important nus de comunicació del transport públic amb les parades del metropolità U3 i U6, a més de la d'autobusos i tramvia, que amb una espectacular arquitectura basada en acer verd i gris (amb un pes d'unes 400 tones) es converteix en el centre visual a la nit a causa de la seva il·luminació. Al davant d'un cafè hi ha l'estàtua asseguda del popular actor muniquès Helmut Fischer. A la plaça s'instal·la el popular mercat nadalenc de Schwabing que per l'Advent ofereix art i artesania. Igualment, s'hi instal·la cada dijous un mercat setmanal de queviures. Tancant la plaça al nord, hi ha la Erlöserkirche (Església del Redemptor), que és el temple protestant més antic de Schwabing. Edificada entre el 1899 i el 1901 segons els plans de l'arquitecte Theodor Fischer, és coneguda també pel seu orgue i la seva programació de música sacra.